# Sweltsa hondo
Sweltsa hondo är en bäcksländeart som beskrevs av Baumann och Jacobi 1984. Sweltsa hondo ingår i släktet Sweltsa och familjen blekbäcksländor. Inga underarter finns listade i Catalogue of Life.